# Linea A (metropolitana di Buenos Aires)
La linea A è una linea della metropolitana di Buenos Aires, in Argentina. Fu aperta al pubblico il 1º dicembre 1913, costituendo la prima metropolitana dell'America Latina, del Sud del mondo e di tutti i paesi ispanici. Si estende per 10,7 km tra le stazioni Plaza de Mayo e San Pedrito e corre sotto tutta l'Avenida de Mayo e parte della Avenida Rivadavia.
Le discussioni sulla necessità di costruire un sistema di trasporto sotterraneo risalgono alla fine del XIX secolo. Le prime proposte risalgono al 1886 quando si iniziò a parlare di un "tram sotterraneo" tra la Estación Central del Ferrocarril e Plaza Once. Buenos Aires aveva visto, infatti, un aumento esponenziale della popolazione passando da 895.381 abitanti nel 1903 a 1.457.885 nel 1913.
Fu in questo contesto che i lavori della prima linea metro della città iniziarono. I cantieri vennero aperti nel settembre del 1911. Nel 1913 venne aperta la prima tratta che collegava le fermate Plaza de Mayo e Plaza Miserere. Nel 1914 la linea venne estesa fino alla stazione di Primera Junta, altro prolungamento venne aperto nel 2008 quando la linea venne prolungata fino alla stazione di Carabobo.

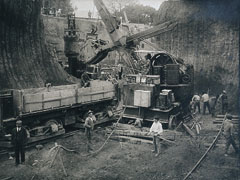
Costruzione della Linea A

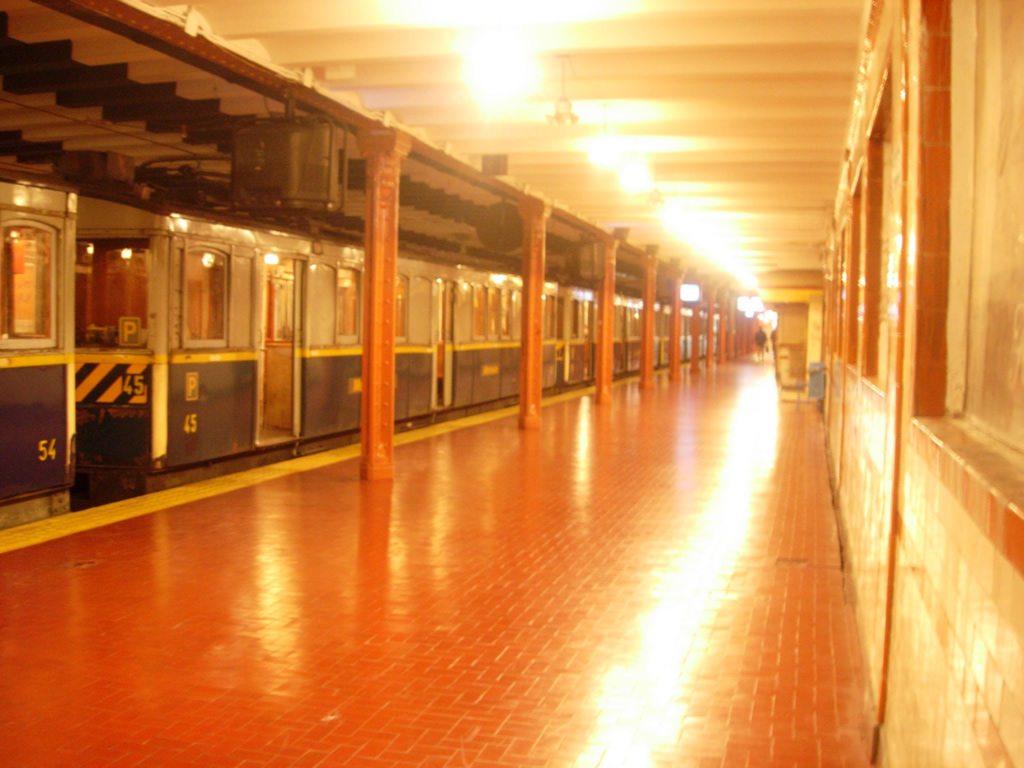
Treno presso la stazione Perú

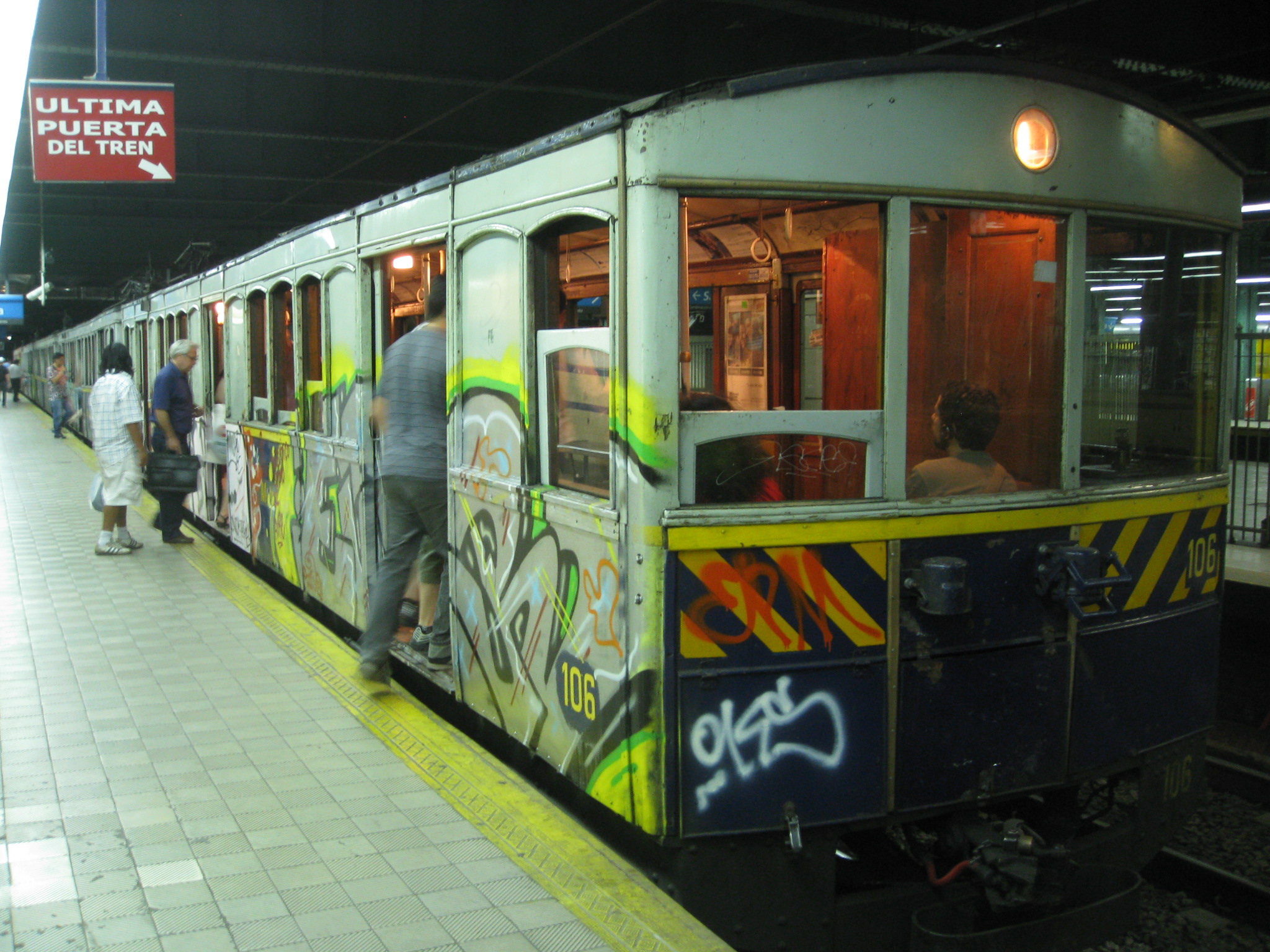
Un treno classico sulla Linea A

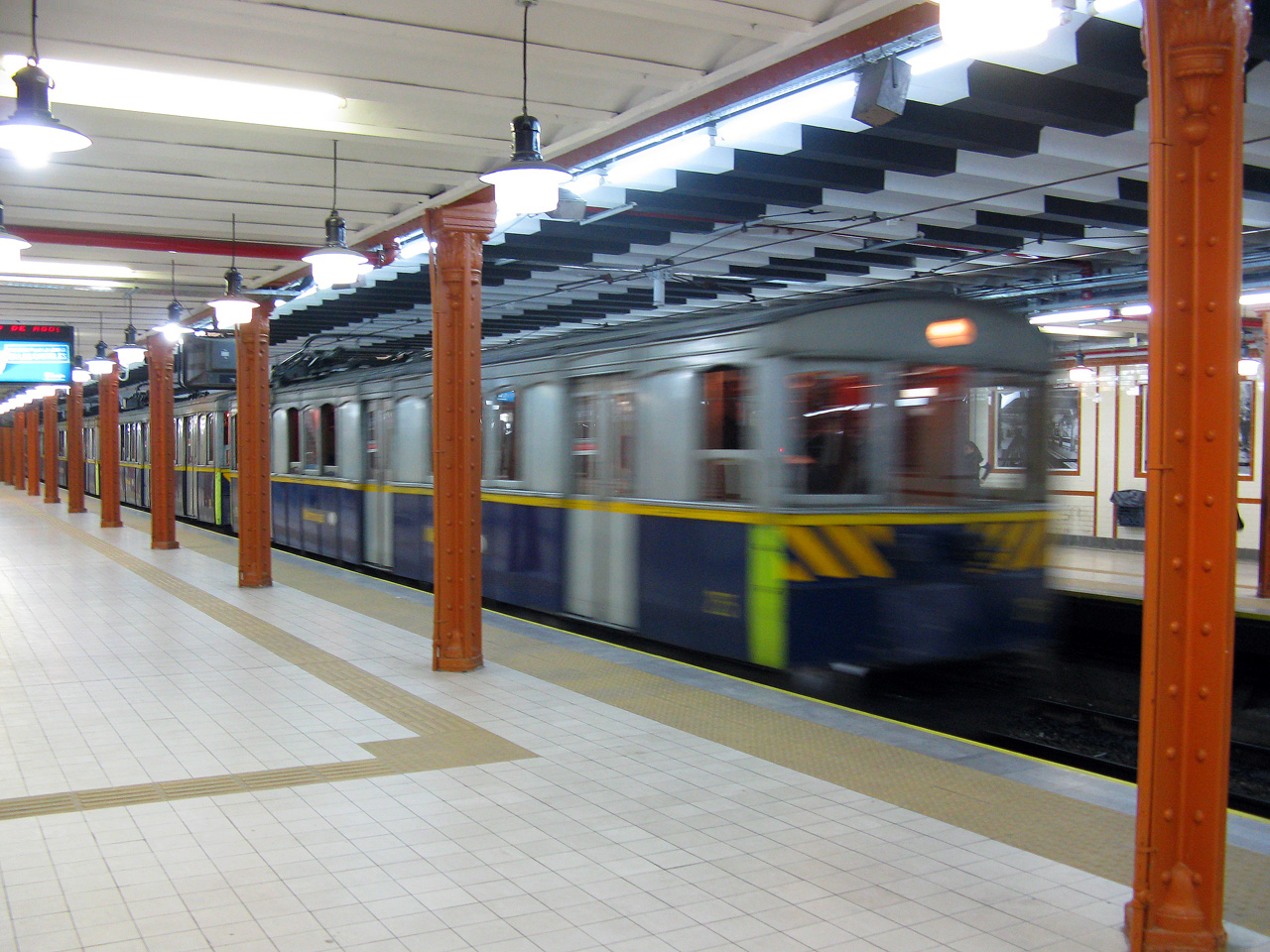
Treno di passaggio alla stazione Perú

## Storia
Nel primo decennio del XX secolo, il traffico su strada a Buenos Aires era aumentato in modo significativo a causa della crescita della popolazione. Nel 1903 la città contava 895.381 abitanti e oltre 4.500 automobili, mentre nel 1913 divennero 1.457.885 abitanti con oltre 7.000 automobili. È in questo contesto che nascono i primi sviluppi di un sistema di trasporto alternativo che fosse anche sotterraneo. Nel 1909 il Congresso Nazionale diede la concessione per costruire la prima linea metropolitana alla Ferrocarril del Oeste (FCO), ma il 28 dicembre dello stesso anno il Comune della città decise di trasferire la concessione alla Compañía de Tranvías Anglo Argentina (CTAA).
Questo fatto portò alla nascita di una disputa tra le due società: alla fine si convenne che la FCO si sarebbe occupata della costruzione di una linea ad un solo binario per il trasporto merci ad una profondità tale da permettere la costruzione della linea metropolitana vera e propria da parte del CTAA. Così il 15 settembre 1911 ebbero inizio i lavori di costruzione.
Il primo tratto (Plaza de Mayo-Plaza Miserere) aprì il 1º dicembre 1913. Buenos Aires divenne la tredicesima città al mondo ad avere questo servizio, dopo Londra, Atene, Istanbul, Vienna, Budapest, Glasgow, Parigi, Boston, Berlino, New York, Philadelphia e Amburgo.
Il 1º aprile 1914 venne aperto un prolungamento della linea fino alla stazione Río de Janeiro, altro prolungamento venne aperto il 14 luglio di quello stesso anno fino alla stazione Caballito, rinominata nel 1923 Primera Junta. La linea venne ulteriormente prolungata nel 2008 fino a Carabobo e nel 2013 fino a San Pedrito, attuale capolinea.
Nel dicembre 2012, il sindaco della città annunciò la chiusura della linea A per un periodo compreso tra 15 e 60 giorni a partire dal gennaio 2013, con l'obiettivo di ristrutturare l'intera linea e di sostituire i vecchi treni con quelli nuovi. La linea A fu chiusa tra l'8 gennaio e il 6 marzo 2013.

### La riapertura della linea
Il 6 marzo 2013 la linea tornò in funzione: il primo treno partì alle 20:00 dalla stazione Carabobo con una cerinomia alla quale hanno partecipato il sindaco della città di Buenos Aires, Mauricio Macri, e il ministro dei trasporti, Florencio Randazzo.
I lavori che sono stati eseguiti sulla linea sono stati i seguenti:
- imbiancamento di porticati, pareti e soffitti delle stazioni e sostituzione di recinzioni, ringhiere e tornelli;
- rinnovamento della galleria espositiva della stazione Perù;
- inserimento della segnalitica in Braille;
- interventi per la conservazione delle opere artistiche presenti nelle stazioni;
- posizionamento di 80 ventilatori;
- consegna delle forniture per l'illuminazione
- posizionamento dei cestini per la raccolta differenziata, promossi dalla campagna Buenos Aires Ciudad Verde;
- posizionamento di display LCD per le informazioni utili;
- costruzione di servizi igienici pubblici presso le stazioni di Plaza de Mayo, Miserere e Primera Junta;
- miglioramento della segnaletica;
- sostituzione della segnaletica interna;
- interventi artistici

Inoltre, sono stati consegnati 45 nuovi treni, che non hanno sostituito del tutto il materiale rotabile già presente: infatti, 16 dei treni già esistenti sono stati ristrutturati e hanno continuato il loro servizio sulla linea durante i fine settimana.

## Caratteristiche tecniche

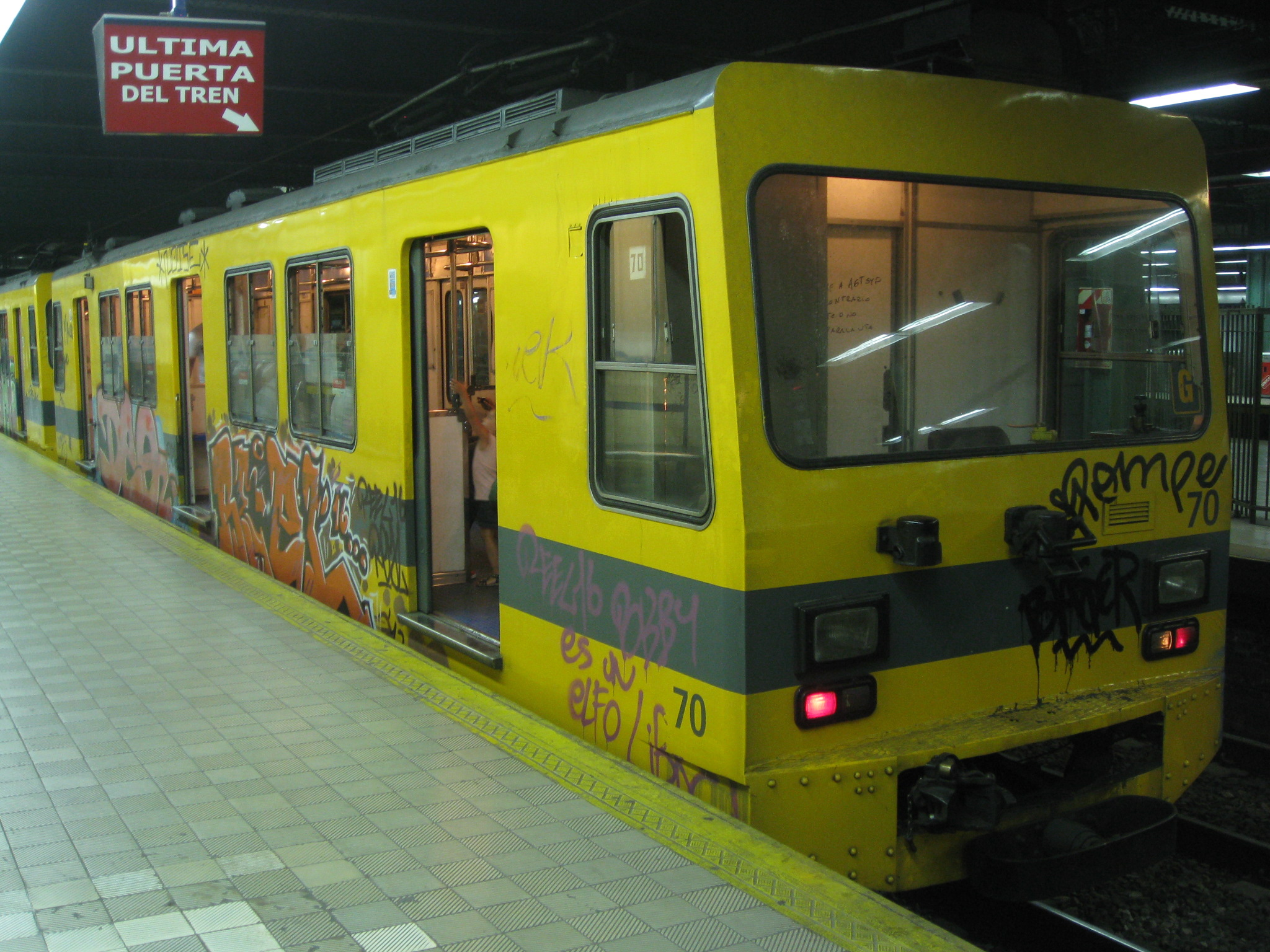
Treno della Linea A

La linea è elettrificata tramite linea aerea con tensione a 1100 volt a corrente continua, diversamente dalle linee C, D ed E che sono elettificate tramite linea aerea con tensione a 1500 volt a corrente continua, e diversamente dalla linea B elettrificata tramite terzo binario a 600 volt a corrente continua.
È composta in totale da 18 stazioni e si estende per 10,8 km.

## Materiale rotabile

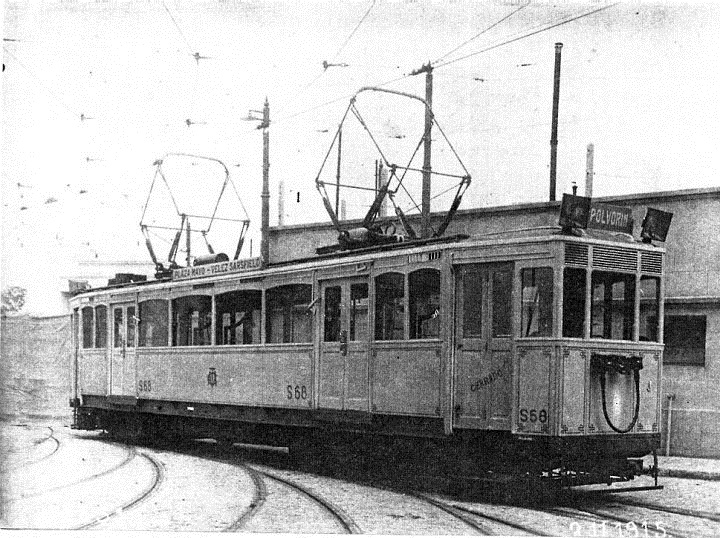
Modello di vettura La Brugoise

Al momento dell'apertura della linea erano usate quattro vetture inglesi United Electric e 46 vetture di produzione belga La Brugeoise. Ogni unità aveva due motori da 115 CV, permettendo di raggiungere una velocità di 50 km/h. Il corpo era fatto di legno e dipinto all'esterno di un colore blu grigiastro. Le vetture britanniche erano lunghe 15 m, quelle prodotte in Belgio 15,8 m, ciascuna con una larghezza di 2,6 metri e una capacità di 42 posti a sedere. Le aperte delle porte erano manuali, cosa che cambiò nel 1929 quando il sistema di apertura porte fu centralizzato in modo da poter essere controllato direttamente dal macchinista presente sulla vettura.
Nel 1913 vennero acquistate altre 34 vetture, alle quali si unirono ulteriori 36 acquistate nel 1919, portando il totale delle vetture operanti sulla linea a 120.
Delle quattro vetture United Electric una andò distrutta in un incendio nel 1917, un'altra è stata venduta una volta terminato il suo servizio, le altre due sono state cedute alla Asociación Amigos del Tranvía e poi restaurate e conservate, ancora funzionanti, all'interno del museo appartenente all'associazione.

### Materiale rotabile storico
Dopo quasi un secolo di servizio, le vetture La Brugeoise sono state sostituite dai più moderni CNR anche perché, con l'apertura nel dicembre 2008 sulla linea delle due nuove stazioni Puán e Carabobo, è aumentato il numero dei passeggeri da trasportare. Il cambio, inoltre è stato dettato anche da altri fattori relativi ai ricambi, in quanto questo tipo di vetture non è più prodotto e i pezzi di ricambio devono necessariamente essere costruiti appositamente, spesso con prezzi molto elevati. Va anche detto che, nonostante i quasi cent'anni di servizio, queste vetture avevano uno dei tassi più bassi di guasto meccanico della rete: ve n'erano 19 ogni 100.000 km. Alla notizia della rimozione di questi treni dalla linea, l'opinione pubblica ha dissentito al riguardo: alla fine si è deciso di preservarle e  farle circolare in supporto dei più moderni CNR oppure durante i giorni festivi e nei weekend.

## Stazioni
Nell'elenco che segue, a fianco ad ogni stazione, sono indicati i servizi presenti e gli eventuali interscambi ferroviari:

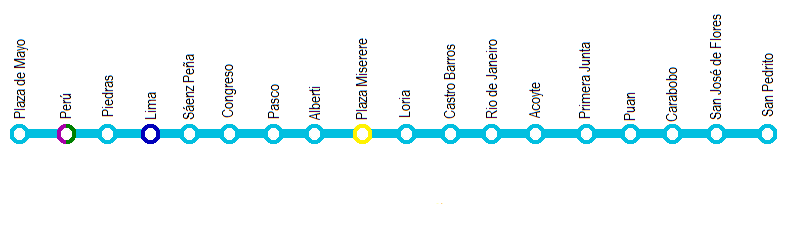
Rappresentazione grafica

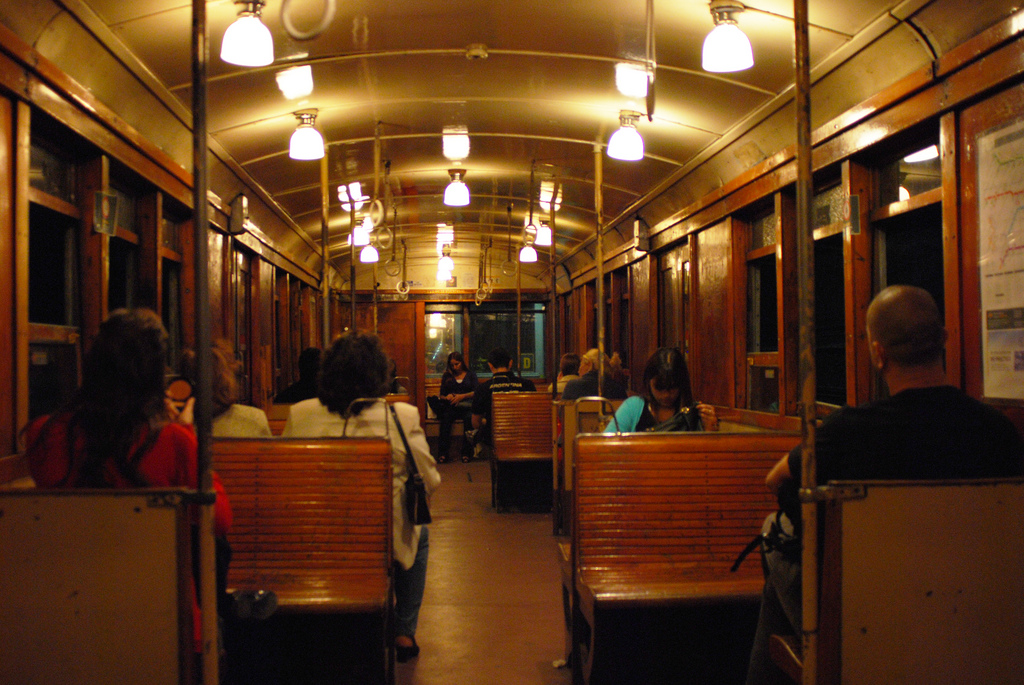
Interno dei treni modello La Brugeoise

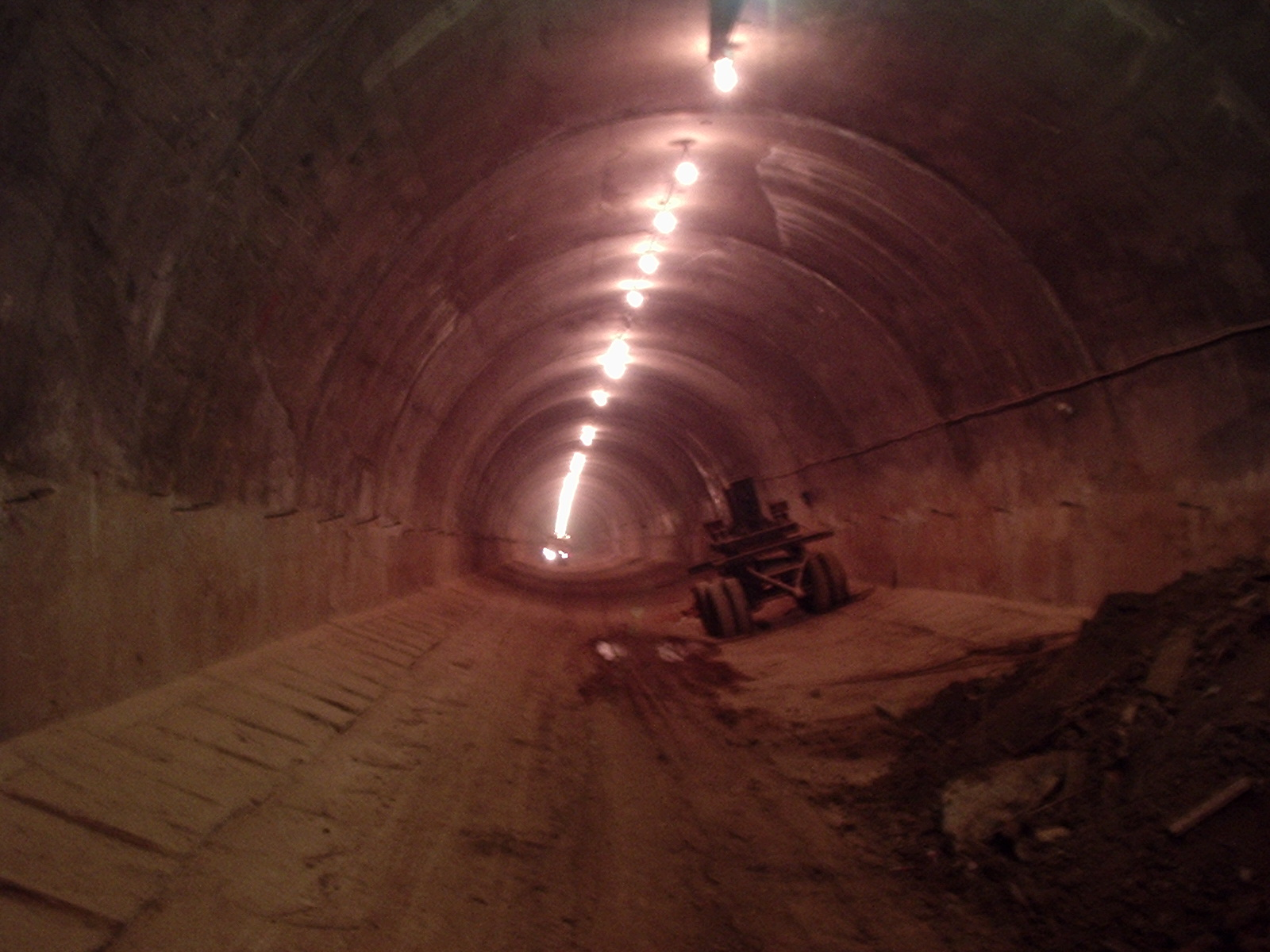
Lavori di prolungamento della linea fino a San Pedrito

| Fermata            | Apertura          | Interscambi          | Note |
| ------------------ | ----------------- | -------------------- | ---- |
| Plaza de Mayo      | 1º luglio 1913    |                      |      |
| Perú               | 1º luglio 1913    |                      |      |
| Piedras            | 1º luglio 1913    |                      |      |
| Lima               | 1º luglio 1913    |                      |      |
| Sáenz Peña         | 1º luglio 1913    |                      |      |
| Congreso           | 1º luglio 1913    |                      |      |
| Pasco              | 1º luglio 1913    |                      |      |
| Alberti            | 1º luglio 1913    |                      |      |
| Plaza Miserere     | 1º luglio 1913    | Stazione di Once     |      |
| Loria              | 1º aprile 1914    |                      |      |
| Castro Barros      | 1º aprile 1914    |                      |      |
| Río de Janeiro     | 1º aprile 1914    |                      |      |
| Acoyte             | 14 luglio 1914    |                      |      |
| Primera Junta      | 14 luglio 1914    | Stazione ferroviaria |      |
| Puán               | 23 dicembre 2008  |                      |      |
| Carabobo           | 23 dicembre 2008  |                      |      |
| San José de Flores | 27 settembre 2013 | Stazione di Flores   |      |
| San Pedrito        | 27 settembre 2013 |                      |      |

## L'attentato del 1953

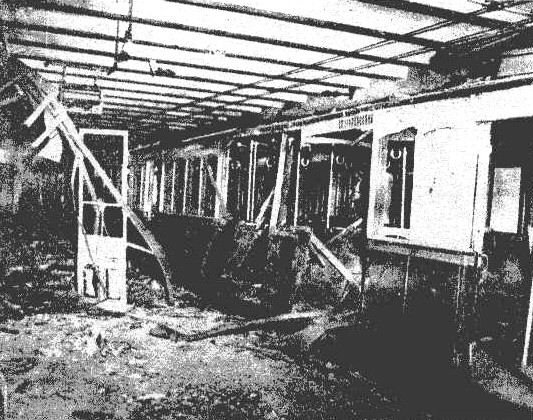
Foto dell'attentato dell'aprile 1953

L'attacco terroristico in Plaza de Mayo del 15 aprile 1953 consisteva nella detonazione di due bombe durante lo svolgimento di una cerimonia organizzata dal sindacato della Confederación General del Trabajo (CGT), in Plaza de Mayo. Vi furono 5 morti e oltre 90 feriti. L'attacco è avvenuto in Plaza de Mayo a Buenos Aires e sulla Linea A della metropolitana che corre sotto di essa, mentre l'allora presidente Juan Domingo Perón si rivolgeva al pubblico dalla Casa Rosada.
Roque Carranza e Carlos Alberto González Dogliotti furono arrestati come autori dell'attentato. Entrambi confessarono, sotto tortura, di aver commesso il fatto, ma nel 1955 venne concessa loro l'amnistia. Successivamente, Dogliotti Gonzalez disse di aver messo le bombe, ma specificando che erano solo petardi e che i morti e feriti vennero causati dalla fuga precipitosa della folla a causa del terrore causato dall'esplosione. Da parte sua, Carranza negò di aver collocato le bombe, ma ammise di conoscere dove sarebbero state collocate. Invece le testimonianze dei conoscenti di Carranza sono coerenti nel ritenere che "le attività di Carranza durante i nove anni di governo di Perón furono un continuo trafficare in piccoli laboratori dove vennero fabbricati gli esplosivi "

## Stazioni fantasma
Le stazioni Pasco Sur e Alberti Norte sono due stazioni fantasma che si trovano sulla linea A.
Le due stazioni sono state chiuse in quanto distanti una dall'altra soltanto 200 m, un tragitto così breve che portava il treno a dover fermarsi due volte in pochi metri. Nel 1951 si decise la chiusura di entrambe le stazioni, sostituite da altre due fermate oggi chiamate Pasco e Alberti.